# تضخم اللثة
تضخم اللثة، المصطلح المقبول حاليا للزيادة في حجم اللثة، هو سمة شائعة بين أمراض اللثة. هذا هو الوصف الدقيق للحالة السريرية البعيد عن الدلالات الخاطئة للمرض للمصطلحات المستخدمة في الماضي مثل التهاب اللثة الضخامي أو فرط تنسج اللثة. تضخم اللثة يمكن يُسبَّب بعدد من المحفزات المختلفة، و«العلاج مبنيٌّ على فهم الأسباب والتغيرات المرضية الكامنة وراءها.» 

## استخدام المصطلحات الغير دقيقة
مصطلحي فرط تنسّج اللثة وفرط نمو اللثة غير دقيقة، لأنها تشخيصات نسيجية حصراً.
وهذه التشخيصات تتطلب تحليلا مجهريا لعينة الأنسجة.
فرط التنسّج يشير إلى زيادة في عدد الخلايا،  فرط النمو يشير إلى زيادة في حجم الخلايا بشكل فردي. من الواضح أن هذه التعريفات لا يمكن إطلاقها على الفحص السريري وتقييم النسيج،  لذا فان تضخم اللثة هو المصطلح الأنسب إطلاقا.

## المسبِّبَات

### التضخم الملتهب
كما ذكر سابقا، قد يكون تضخم اللثة متعدد الأسباب. والأكثر شيوعا هو تضخم التهاب اللثة المزمن، عندما تظهر اللثة سريريا لينة كما يتغير لونها أيضا. يحدث بسبب استسقاء الأنسجة وتسللالخلايا المعدية، الناجمة عن التعرض لفترات طويلة لبكتيريا طبقة البلاك، ويتم التعامل معه بالعلاج اللثوي التقليدي، مثل مكافحة الجير والبلاك. في حالات تضخم التهاب اللثة المزمن هناك مكونات ليفية متوسعة، والتي لا تستجيب ولا تخضع للضمور والانكماش عندما تتعرض لإجراءات مكافحة البلاك والجير، فتُعالج بالاستئصال الجراحي للنسيج الزائد، في معظم الأحيان مع إجراء يعرف باسم gingivectomy.
غالبا ما يصاحب حالات التنفس الفموي تضخم اللثة والتهاب اللثة،  نتيجة للتهيج الناجم عن الجفاف السطحي، ولكن الكيفية التي تسبب بها هو ما لم يثبت.

### تضخم اللثة كعرض جانبي مصاحب لتناول بعض الأدوية
ويمكن أيضا أن يكون تضخم اللثة مرتبط بتعاطي أحد ثلاث فئات مختلفة من العقاقير والأدوية، وكلها تنتج استجابة مماثلة :.
- *مضاد التشنجات والصرع (مثل الفينيتوين، الفينوباربيتال، اموتريجين، والفالبروات، vigabatrin، ethosuximide، توبيراميت والبريميدون) [8]
- مانع قناة الكالسيوم، مثل نيفيديبين وفيراباميل. مشتقات ديهيدروبيريدين (isradipidine) قد تشكل البديل الأمثل لنيفيديبين الذي لا يسبب تضخم اللثة.[8]
- السيكلوسبورين، مثبط للمناعة.[8]

### تضخم اللثة المرتبط بعوامل جهازية
العديد من الأمراض الجهازية يمكن أن تطور أعراض في منطقة الفم التي قد تشمل تضخم اللثة، وقد ترتبط بعض أنواع تضخم اللثة بظروف جهازية لا أمراض:
- تضخم اللثة المصاحب للظروف الجهازية
  - الحمل.
  - البلوغ.
  - نقص فيتامين سي.
  - غير محدد، مثل الورم الحبيبي القيحي
- تالجهازية مرض يسبب تضخم
  - اللوكيميا || سرطان الدم ||.
  - الأمراض الحبيبية، مثل تورمات فيجنر وداء الساركويد
  - الأورام
    - الأورام الحميدة، مثلالورم الليفي، والورم الحليمي ق ق وورم الخلية العملاقة الحبيبي
    - الأورام الخبيثة مثل سرطان الجلد

  - تضخم اللثة الكاذب، مثل حالة وجود آفات كامنة للنسيج العظمي أو السني.

## عوامل الخطر والوقاية

### تضخم اللثة الالتهابي
تراكم طبقة البلاك وبقاءها هو السبب الرئيسي لتضخم اللثة الملتهبة. وتشمل عوامل الخطر قصور نظافة الفم،  فضلا عن تهيج اللثة من قبل الأجهزة التقويمية والمواد التعويضية والإصلاحية s.

### تضخم اللثة كعرض جانبي مصاحب لتناول أحد الأدوية
الأدوية التي تسبب تضخم اللثة ترتبط معالقابلية الوراثية للمريض،  وارتباطه المباشر بالالتهاب لا زال تحت النقاش. بعض المحققين يؤكدون أن الالتهاب هو ضروري لنشئة تضخم اللثة كعرض جانبي مصاحب لتناول أحد الأدوية،  والبعض الآخر يزعم أن التضخم الحالي ناجم عن تأثير الأدوية التي تضاعف أثر بقاء البلاك، وبالتالي تعزيز استجابة الأنسجة.
في مجال تضخم اللثة كعرض جانبي مصاحب لتناول أحد الأدوية، عكس ومنع تضخم اللثة سهلا كسهولة وقف العلاج بالعقاقير. ومع ذلك، هذا الخيار ليس متاحا دائما، في مثل هذه الحالة، يُلجأ لإيجاد بديل للأدوية والعقاقير المسببة للتضخم، إذا كان ذلك ممكنا، لتجنب هذه الآثار الجانبية الضارة. في حالة مثبطات المناعة، tacrolimus هو البديل المتاح الذي قد يؤدي إلى تضخم اللثة بدرجة أقل بكثير من ciclosporin، ولكن بمثل الدرجة من السُمِّية للكلى. مشتقات ديهيدروبيريدين (isradipidine) قد تشكل البديل الأمثل لنيفيديبين الذي لا يسبب تضخم اللثة.

## في غير البشر

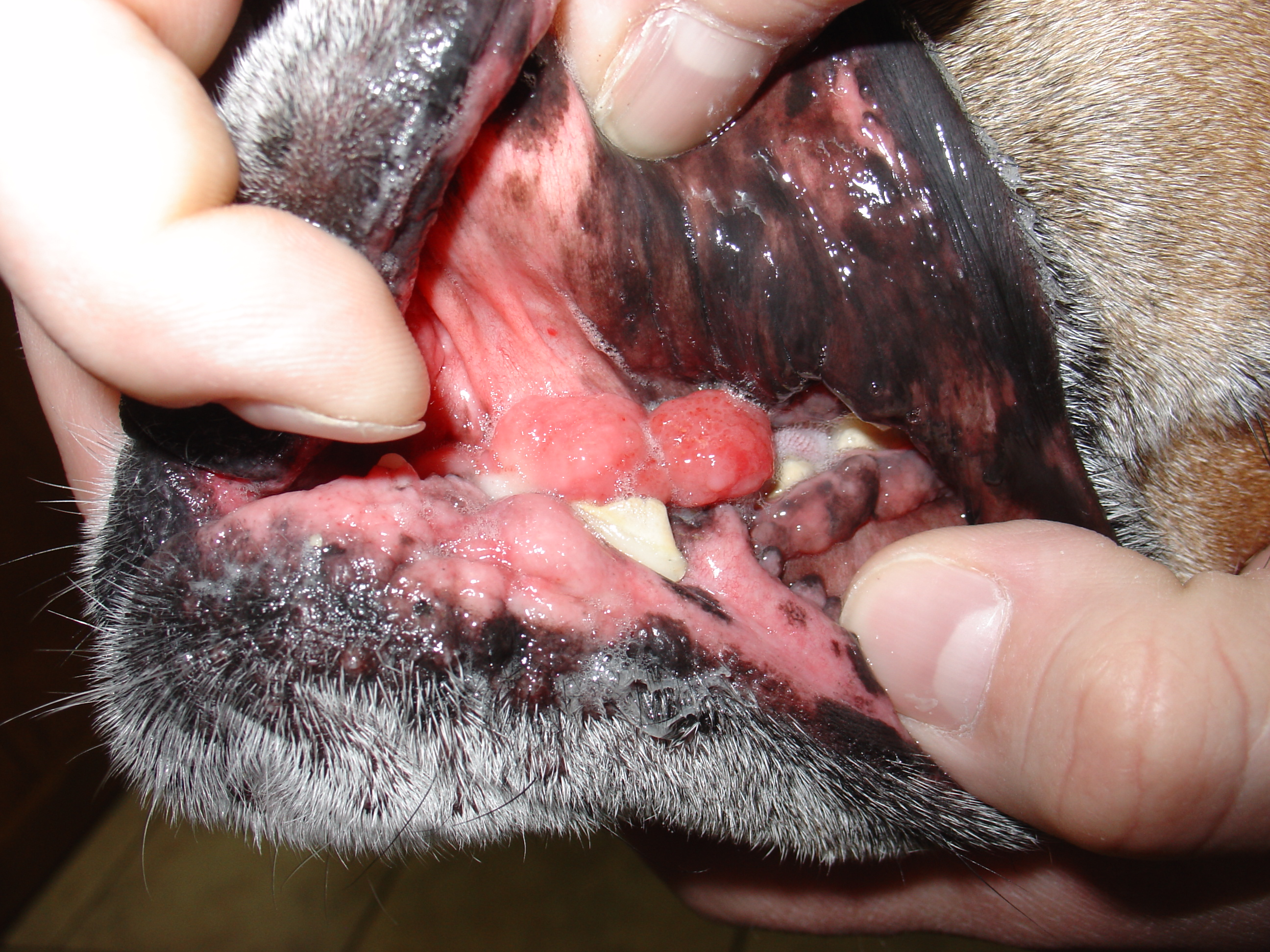
فرط تنسج اللثة

ويحدث عادة في كلاب بوكسر وسلالات brachycephalic الأخرى،  وفي الكلب الوثاب. يبدأ عادة في منتصف العمر ويتطور. يمكن لبعض المناطق في اللثة أن تصبح كبيرة جدا ولكن متصلة ببقية اللثة على مرفق صغير، وقد تغطي الأسنان تماما. العدوى والتهاب اللثة هي أعراض شائعة مع هذه الحالة. يمكن أن يقلل من تضخم اللثة بشفرة مشرط، تحت التخدير، لكنه يعود عادة. تضخم اللثة يعتبر أيضا أحد المضاعفات المحتملة لالتهاب اللثة. كما هو الحال في البشر، قد تكون أحد الآثار الجانبية لاستخدام سيكلوسبورين.